# Richard Nugent (baron Nugent de Guildford)
George Richard Hodges Nugent (6 juin 1907 - 16 mars 1994) est un homme politique conservateur britannique.

## Jeunesse
Nugent est le fils du colonel George Roubiliac Hodges Nugent et de sa femme Violet Stella, fille de Henry Theopphilus Sheppard. Il fait ses études à l'Imperial Service College et va ensuite à l'Académie royale militaire de Woolwich.

## Carrière
En 1926, Nugent entre dans la Royal Artillery, la quittant après trois ans. Il est élu au conseil du comté de Surrey en 1944 et devient échevin en 1951, devenant plus tard juge de paix. Nugent est élu à la Chambre des communes britannique en 1950, siégeant en tant que député de Guildford jusqu'en 1966. Il est secrétaire parlementaire du ministère de l'Agriculture et de la Pêche en 1951, poste qu'il occupe jusqu'en 1957. Par la suite, il est secrétaire parlementaire du ministère des Transports jusqu'en octobre 1959. Nugent est créé baronnet, de Dunsfold dans le comté de Surrey, le 27 janvier 1960 et est admis au Conseil privé en 1962. Il est créé pair à vie avec le titre de baron Nugent de Guildford, de Dunsfold dans le comté de Surrey le 31 mai 1966.
En 1944, Nugent devient membre du conseil exécutif de l'Union nationale des agriculteurs et en 1948 vice-président de la Fédération nationale des clubs de jeunes agriculteurs, occupant les deux postes jusqu'en 1951. Il préside le Thames Conservancy Board pendant quatorze ans à partir de 1960 et est nommé membre de la Royal Society of Arts en 1962. Deux ans plus tard, il devient président de l'Institut de recherche sur les virus animaux jusqu'en 1977. Nugent est le premier président du Conseil national de l'eau en 1973, démissionnant après cinq ans. Il est président de la Royal Society for the Prevention of Accidents (RoSPA) et, en 1981, il réussit à introduire une législation sur la ceinture de sécurité grâce à un amendement au projet de loi sur les transports.

## Famille

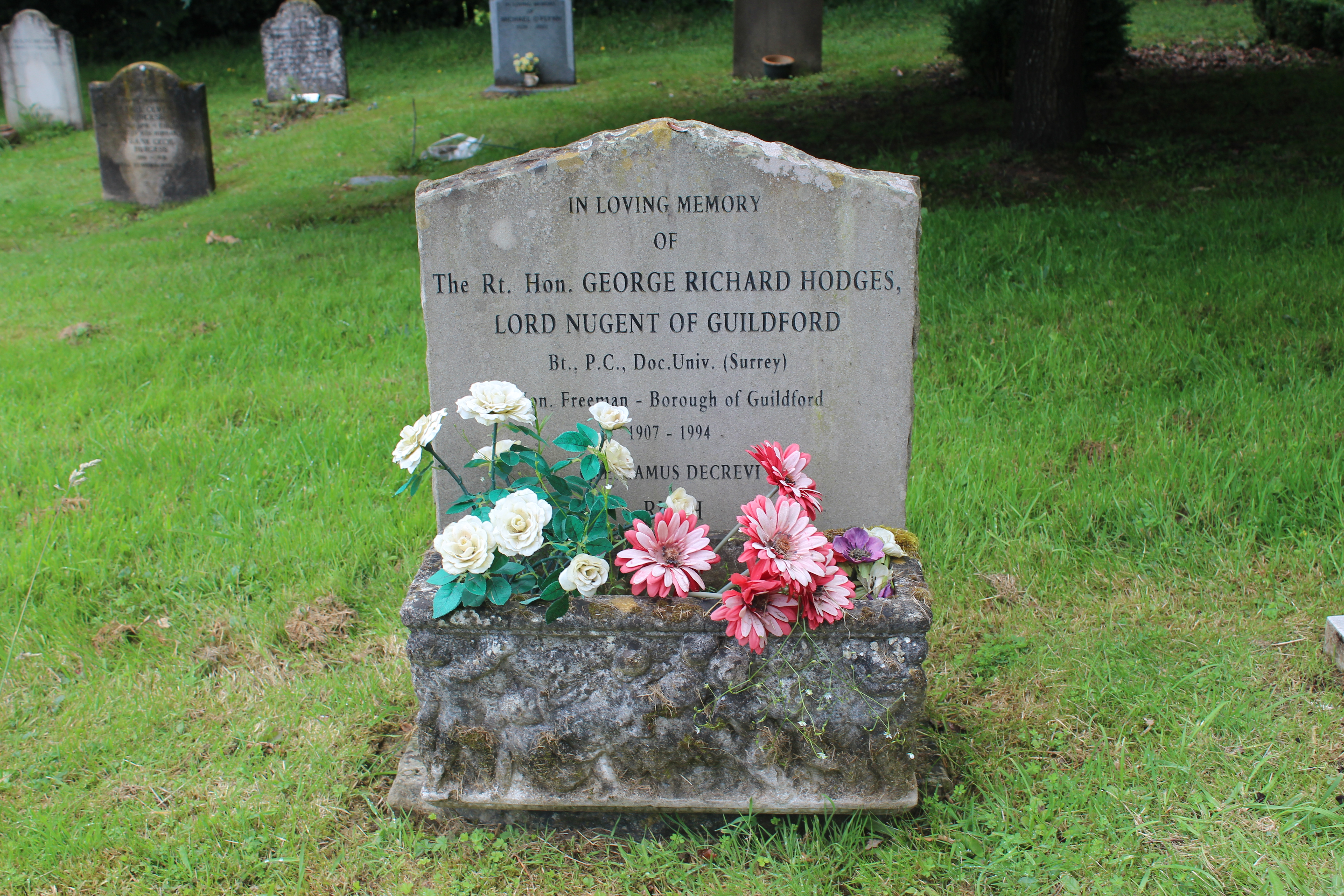
Tombe à Dunsfold, Surrey

Le 29 juillet 1937, il épouse Ruth Stafford, fille de Hugh Granville Stafford. Lui et sa femme ont tous deux reçu des doctorats honorifiques de l'Université de Surrey en décembre 1968. Nugent est mort à Dunsfold en 1994.